# Il negro
Il negro, titolo originale Bom-crioulo traducibile come il "buon creolo", è un romanzo brasiliano di Adolfo Caminha. Pubblicato verso la fine dell'Ottocento, fu subito censurato per via delle tematiche trattate. Riscoperto in seguito, è oggi considerato un classico della letteratura brasiliana. In Italia verrà tradotto per la prima volta nel 2005.
È anche considerato il primo romanzo omosessuale della storia moderna.

## Trama
Tratta delle vicende di un uomo di colore fuggito alla schiavitù che venne assunto come marinaio di una nave di proprietà della Reale Marina Portoghese. Qui, mentre matura la sua abilità che lo porterà a gradi più alti, fa la conoscenza del giovane Aleixo, mozzo di aspetto androgino, del quale si innamorerà, venendone per qualche tempo ricambiato. Amaro e Aleixo troveranno una sistemazione stabile presso la casa di Carolina, una prostituta di etnia portoghese, ogni qual volta approdano alla capitale.
Vicissitudini negative faranno perdere il posto di lavoro ad Amaro, e allontanano Aleixo che nel frattempo ha iniziato una relazione con donna Carolina. Le esperienze disagiate portano Amaro a un'instabilità psichica, e a maturare una vendetta nei confronti di Aleixo che ritiene responsabile della sua attuale condizione. Giunto dopo varie peripezie alla casa di donna Carolina, incrociando all'uscita Aleixo, lo uccide pugnalandolo più volte.

## Edizione
- Adolfo Caminha, Il negro, traduzione di Vincenzo Barca, 1ª ed., Roma, Playground, 10 ottobre 2005, ISBN 88-89113-14-6.